# Zapora (województwo pomorskie)
Zapora (do 1951 r. Mylhof, kaszub. Milof, niem. Mühlhof) – kolonia w Polsce, w województwie pomorskim, w powiecie chojnickim, w gminie Czersk. W miejscowości znajdują się:  Zakład Hodowli Pstrąga "Mylof", Mała Elektrownia  Wodna "Mylof", Leśnictwo "Mylof", Zapora Wodna "Mylof".

## Nazwa
29 stycznia 1951 r. zmieniono nazwę miejscowości z Mylhof na Zapora.

## Administracja
W latach 1975–1998 miejscowość należała administracyjnie do województwa bydgoskiego.
Miejscowość wchodzi w skład sołectwa Rytel.

## Zapora wodna
Znajdująca się w miejscowości zapora wodna, spiętrza wody rzeki Brdy (zbiornik wodny Mylof). W Zaporze znajduje się zakład hodowli pstrąga tęczowego i punkt etapowy spływów kajakowych rzeką Brdą (z towarzyszącą sezonową infrastrukturą turystyczną). Zaporę, pierwotnie drewnianą,  zbudowano w roku 1848, w celu spiętrzenia wody, kierowanej do, mającego tu swój początek, Wielkiego Kanału Brdy (27km długości). Jego wody zasilały nadbrzeżne łąki. Jest to najstarszy w Polsce zbiornik, pobudowany dla celów gospodarczych.